# Peruväxtmejare
Peruväxtmejare (Phytotoma raimondii) är en fågel i familjen kotingor inom ordningen tättingar.

## Utseende och läte
Peruväxtmejaren är en 18,5 cm lång distinkt kotinga med rundad näbb och gulaktigt öga. Hanen är matt askgrå ovan med strimmor på hjässa och rygg. På vingar och stjärt är den mer sotfärgad, med vitaktigt vingband, lite vitt på tertialkanterna och vita spetsar på stjärtpennorna. Undersidan är ljust askgrå, förutom ett brett kanelbrunt band från mitten av bröstet till mitten av buken. Även en kanelbrun fläck syns ovan näbben.
Honan är beigebrun ovan med breda svartaktiga strimmor. Undersidan är kraftigt brunstreckat vitaktig. De vita vingteckningarna är mindre tydliga än hos hanen. Lätet har rapporterats vara likt argentinaväxtmejare, ett raskigt och mekaniskt "wree wree-wree".

## Utbredning och systematik
Fågeln förekommer i kustnära nordvästra Peru, från södra Tumbes till norra Lima). IUCN Den behandlas som monotypisk, det vill säga att den inte delas in i några underarter.

### Släktskap
Växtmejarna i släktet Phytotoma behandlades tidigare som en egen familj på grund av sitt avvikande utseende och beteende. Genetiska studier visar dock att de är en del av familjen kotingor (Cotingidae). Peruväxtmejaren är systerart till argentinaväxtmejaren (P. rutila).

## Status och hot
Peruväxtmejaren har en liten och fragmenterad världspopulation bestående av uppskattningsvis endast 2 200–10 000 vuxna individer. Den tros också minska i antal till följd av habitatförlust. Den är därför upptagen på internationella naturvårdsunionen IUCN:s röda lista över hotade arter, kategoriserad som sårbar (VU).

## Namn
Fågelns vetenskapliga artnamn hedrar Antonio Raimondi (1825–1890), italiensk naturforskare och upptäcktsresande boende i Peru 1850–1890.